# Gabriel Cramer
Pour les articles homonymes, voir Cramer et Gabriel Cramer (homonymie).
Cet article possède un paronyme, voir Gabriel Cromer.
Gabriel Cramer, né le 31 juillet 1704 à Genève et mort le 4 janvier 1752 à Bagnols-sur-Cèze, est un mathématicien genevois, professeur de mathématiques et de philosophie à l'académie de Genève. Lui et son collègue Jean-Louis Calandrini sont souvent considérés comme les artisans du renouveau scientifique à Genève au début du XVIIIe siècle, par l'introduction de la philosophie naturelle newtonienne.
Les contributions de Cramer aux mathématiques portent essentiellement sur l'algèbre et la géométrie, au travers de son unique ouvrage publié, un traité sur les courbes intitulé Introduction à l'analyse des lignes courbes algébriques, paru à Genève en 1750. Dans ce traité, on trouve notamment la méthode connue aujourd'hui sous le nom de règle de Cramer pour la résolution des systèmes linéaires d'équations, utilisant ce qui sera ultérieurement appelé déterminants.

## Biographie

### Famille
Gabriel Cramer, fils de Jean-Isaac Cramer (1674–1751), médecin, et d'Anne Mallet, naît le 31 juillet 1704 à Genève. Il est le frère cadet de Jean (1701–1773), professeur de droit à l'académie de Genève, qui occupa cinq fois la charge de syndic et une fois celle de premier syndic, en 1770 (la plus haute fonction politique de la République de Genève à l'époque).
Les origines de la famille Cramer se trouvent au duché de Schleswig-Holstein, aux confins du Danemark et de l’Allemagne actuelle, mais on les retrouve à Strasbourg au début du XVIIe siècle, où un certain Christian Cramer exerce la fonction de premier échevin. Son fils Jean-Ulrich émigra en 1634 à Genève et y fut reçu, en 1668, avec ses fils, bourgeois, c'est-à-dire citoyen de plein droit. L’aîné de ces fils, prénommé Gabriel (1641–1724), homonyme du sujet de cet article et père de Jean-Isaac, fut un médecin réputé à Genève, et le premier membre de la famille à intégrer l’un des Conseils de la République (en l’occurrence le Conseil des Deux Cents) en 1677.

### Études et formation

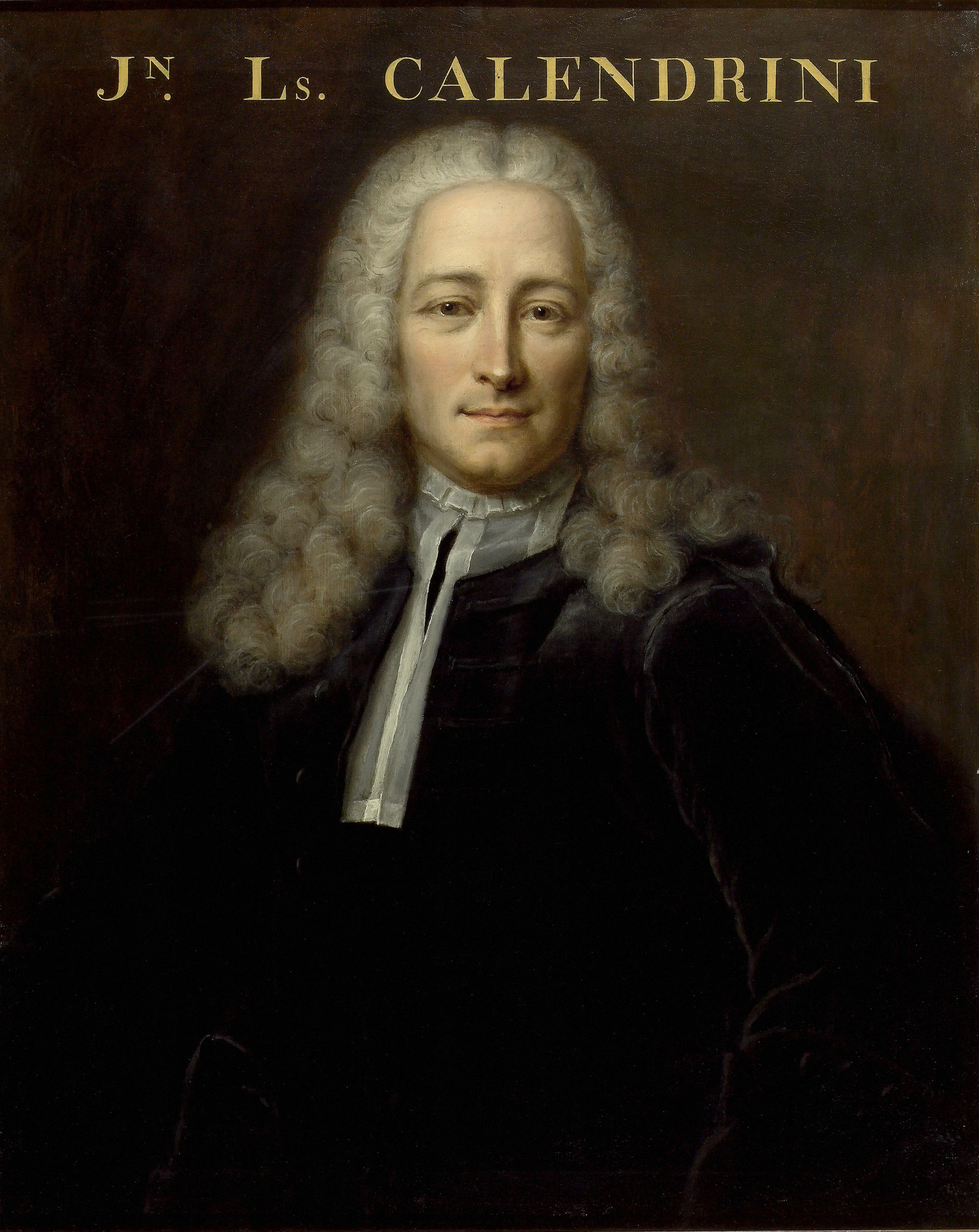
Jean-Louis Calandrini (1703–1758).

Sitôt sorti du Collège de Genève, à l'âge de 13 ans, il suit un enseignement complémentaire de belles-lettres pendant deux ans, puis est admis à suivre les cours de l'académie de Genève le 15 mai 1719. Élève du mathématicien Étienne Jallabert (1658–1723, titulaire de la chaire de philosophie depuis 1713), il termine ses études philosophiques avec une thèse sur le son (1722). À la suite du décès de Jallabert, un concours est ouvert afin de pourvoir la chaire de philosophie de l'académie, auquel il postule au côté de deux autres prétendants : un pasteur, Amédée de la Rive, et son ami Jean-Louis Calandrini ; c'est le pasteur qui l'emportera. Néanmoins, la candidature des deux jeunes savants n'a pas été vaine : pour rétablir un certain équilibre vis-à-vis des ecclésiastiques, qui détiennent maintenant les deux chaires de philosophie, et probablement enthousiasmés par leur prestation à l'occasion de ce concours, les membres du Petit Conseil de Genève décident de la création, pour Gabriel Cramer et son ami Jean-Louis Calandrini, d'une chaire de mathématiques qu'ils partageront (1724), leur enseignement portant sur algèbre et astronomie pour l'un, géométrie et mécanique pour l'autre.
Cramer, alors à peine âgé de 20 ans, commence immédiatement à enseigner pendant que Calandrini voyage. Puis il entreprend à son tour un « grand tour » de formation qui le mène successivement :
- à Bâle de mai à octobre 1727, auprès de Jean et de Nicolas Bernoulli ;
- à Cambridge et à Londres entre novembre 1727 et juillet 1728, où il rencontre Nicholas Saunderson, Hans Sloane, Abraham de Moivre, James Jurin[7] et James Stirling ;
- à Leyde de juillet à :décembre 1728, auprès de 's Gravesande ;
- à Paris, où il se lie avec Jean-Jacques Dortous de Mairan et Alexis Clairaut, jusqu'à son retour à Genève en mai 1729.

### Carrière scientifique et enseignement
En 1730 il concourt pour le prix de l'Académie royale des sciences de Paris, pour lequel la question était Quelle est la cause de la figure elliptique des planètes et de la mobilité de leur aphélies ? avec une pièce intitulée Mémoire sur le Système de Descartes et sur les moyens d’en déduire les orbites et les aphélies des planètes ; pour ce mémoire il recevra un proxime accessit, devancé par Jean I Bernoulli.

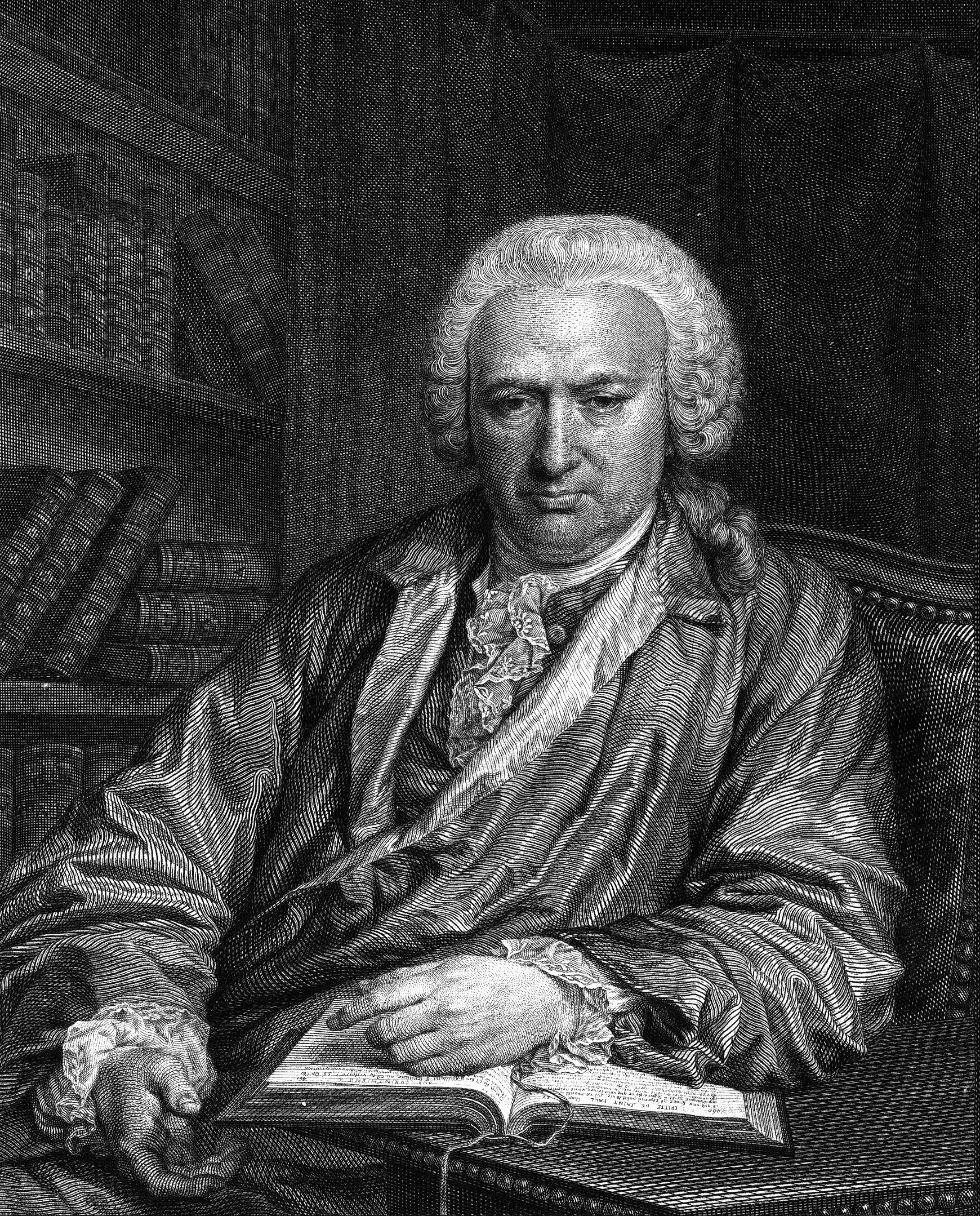
Charles Bonnet, ancien élève de Gabriel Cramer à l'académie de Genève.

En 1734, Cramer devient seul titulaire de la chaire de mathématiques, à la suite de la nomination de Calandrini comme professeur de philosophie.
Ses principaux disciples sont : 
- le physicien Jean Jallabert (1712–1768), qui soutient sous sa direction une thèse sur la gravitation (1731),
- Georges-Louis Le Sage (1724–1803), connu pour une théorie de la gravitation basée sur des « corpuscules ultramondains »,
- le naturaliste Charles Bonnet (1720–1793), qu'il initie à la philosophie et dont il soutient les premières recherches[10].

Quatre étudiants soutiendront des thèses sous sa direction : 
- Jean Jallabert : Theses physico-mathematicæ de gravitate, 1731,
- Étienne Thourneyser : Theses logicæ de Inductione, 1733[11],
- Robert-Guillaume Rilliet : Specimen physicum de hodierna terræ structura, 1735,
- Jean-Pierre Trembley : De erroribus qui ex animi motibus nasci solent, 1740.

En 1739 il crée à Genève une société savante, parfois désignée comme « Société du samedi », qui réunit les principaux scientifiques genevois autour de discussions portant sur les sciences et la philosophie : ses membres les plus connus sont ses collègues professeurs à l'académie Jean-Louis Calandrini, Jean Jallabert et Amédée de la Rive, les naturalistes Charles Bonnet et Abraham Trembley, le médecin Théodore Tronchin et l'érudit Charles-Benjamin de Langes de Lubières.
En 1747 il accompagne le jeune prince héréditaire de Saxe-Gotha à Paris, en tant que précepteur. Ce second séjour parisien, qui durera un an (de mai 1747 à mai 1748) sera pour lui l'occasion de revoir ses amis et correspondants Dortous de Mairan, Clairaut et Réaumur, d'assister régulièrement aux séances de l'Académie royale des sciences, mais aussi de nouer de nouvelles et fécondes relations, notamment avec d'Alembert et Condillac.
En 1750, à la suite du départ de Calandrini, appelé à de nouvelles responsabilités politiques au Petit Conseil, Gabriel Cramer devient à son tour professeur de philosophie, élu par acclamation (c'est-à-dire sans concours). À cette occasion il prononce une harangue remarquée sur l'utilité de la philosophie dans le gouvernement de la cité (De utilitate philosophiæ in civitatibus regendis), qu'il fera imprimer et enverra à quelques-uns de ses correspondants.

### Principaux correspondants
Gabriel Cramer a entretenu une correspondance régulière avec de nombreux savants à travers l'Europe : dès les années 1730 avec Dortous de Mairan, Clairaut, Maupertuis et Buffon à Paris, avec Jean I, Nicolas I et Daniel Bernoulli à Bâle, avec Stirling à Londres. Dans les années 1740 il entame une correspondance avec Euler et Formey à Berlin, avec Jean II Bernoulli (à propos de l'édition des œuvres complètes de son père) à Bâle, et avec Émilie du Châtelet. Enfin, à la suite de son second séjour parisien de 1747–1748, il ajoutera d'Alembert, Réaumur et Condillac à la liste de ses nombreux correspondants. Avec Charles Bonnet, il réfléchira à la question de la liberté humaine.

### Affiliations académiques et politiques
Cramer est élu fellow de la Royal Society le 9 février 1749, correspondant de l'Institut de Bologne (1743), de l'Académie royale de Berlin (1746), des académies de Montpellier (1743) et de Lyon (1750). Malgré deux tentatives en 1748 puis 1750, avec le soutien de ses amis parisiens (notamment Dortous de Mairan, d'Alembert et Mme Geoffrin), il ne parviendra pas à se faire élire comme associé étranger de l'Académie royale des sciences de Paris.
Fortement investi dans la vie civique et politique genevoise, il fait partie du Conseil des Deux-Cents (1734) et du Conseil des Soixante (1751).

### Décès et hommages

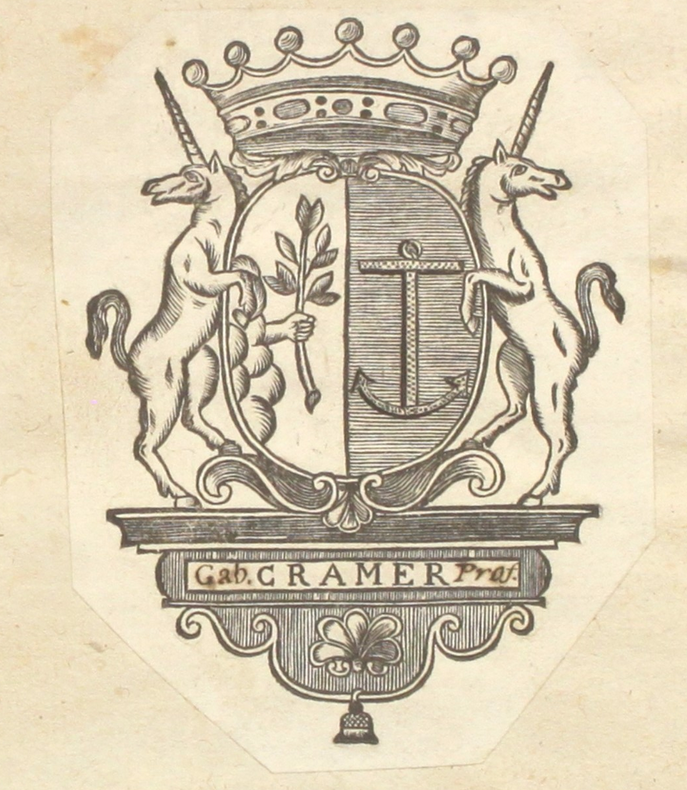
Ex-libris gravé armorié de Gabriel Cramer

Gabriel Cramer tombe gravement malade en 1751, et entreprend un voyage dans le sud de la France pour restaurer sa santé. Il part accompagné de ses amis avocats Jean-Louis Du Pan (1698–1775) et Jean-Robert Tronchin (1710–1793), ainsi que de son neveu, le 21 décembre 1751, en direction de la Provence. Mais après une étape à Lyon, son état s'aggrave brusquement et il meurt sur la route de Montpellier (où ses compagnons pensaient trouver du secours), à Bagnols-sur-Cèze, le matin du 4 janvier 1752.
Quelques jours avant son départ Gabriel Cramer avait rédigé un testament olographe dans lequel il définit entre autres choses ses volontés sur le devenir de sa bibliothèque. 300 ouvrages sont destinés à son neveu Jean Manassé Cramer, puis différents correspondants du mathématicien sont invités à choisir un nombre variable de volumes dans la bibliothèque. Une fois leurs sélections faite, il est proposé que la bibliothèque publique de Genève prélève les ouvrages qu'elle ne possède pas encore dans ses collections.

Dans un de ses éloges, on peut lire ces mots, retranscrits d'une lettre de Daniel Bernoulli :

« Nôtre Gazette, Mon Cher Monsieur, nous avoit déja apris la triste nouvelle que vous venés de me marquer. Elle m'a touché au vif. J'ai perdu un intime Ami; Vôtre Ville & nôtre Suisse ont perdu un de leurs plus beaux Ornemens, & toute l'Europe un savant du premier Ordre, né pour augmenter & pour perfectionner les Sciences. C'étoit non seulement un illustre, mais encore un aimable Savant. »

## Œuvres et productions scientifiques

### L'Introduction à l'analyse des lignes courbes algébriques(Genève, 1750)

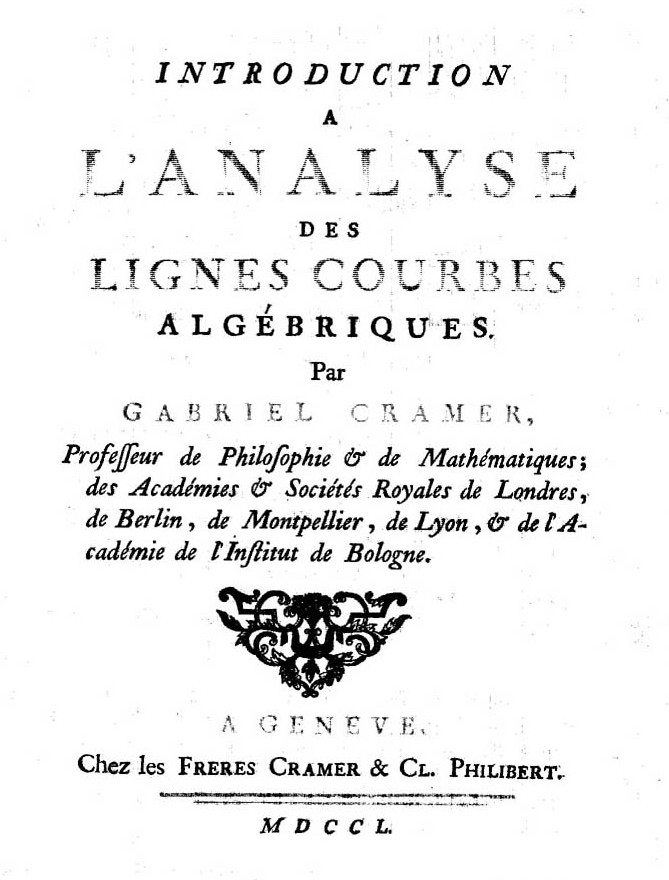
Introduction à l'analyse des lignes courbes algébriques, 1750

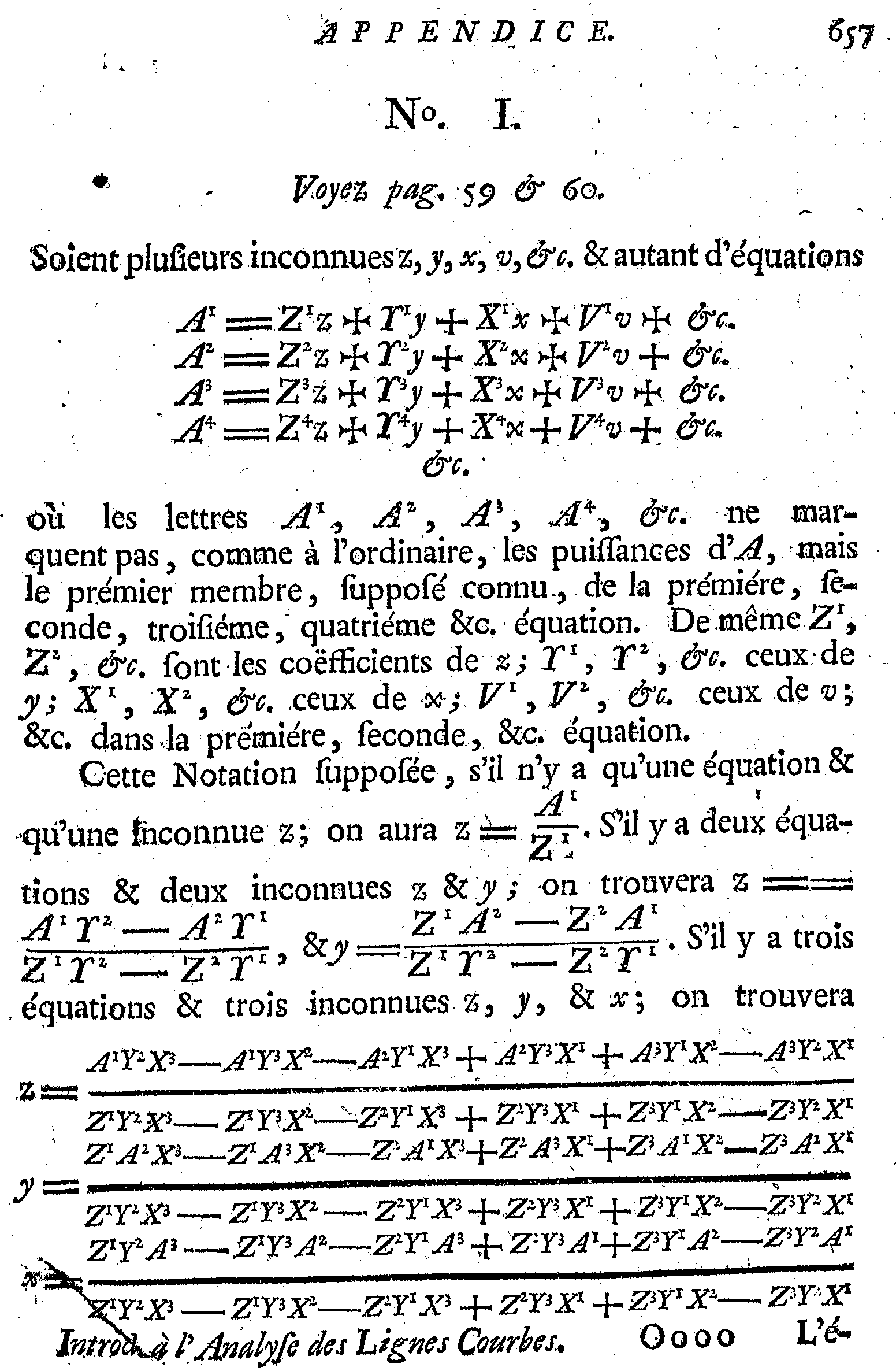
Le premier appendice du traité de Gabriel Cramer (présentant la future « règle des déterminants »).

Le travail qui l'a fait le plus connaître est son traité sur les courbes algébriques, intitulé Introduction à l'analyse des lignes courbes algébriques, publié en 1750 à Genève sous les presses de ses cousins imprimeurs Gabriel et Philibert Cramer. C'est un traité de près de sept cents pages, dont trente-trois planches de figures, dont le but est de proposer une classification des courbes algébriques des cinq premiers ordres selon le nombre et la position de leurs branches infinies.

Il traite la plupart des questions classiques liées à l'étude des courbes algébriques (branches infinies, centres et diamètres, tangentes, extrema, courbure...) en utilisant uniquement des méthodes algébriques, à l'exclusion de tout calcul différentiel. Cramer place lui-même son traité dans la droite lignée des travaux d'Isaac Newton sur les courbes du troisième ordre, intitulé Enumeratio Lineæ Tertii Ordinis, paru en annexe de son Opticks en 1704. Mais Cramer souhaite aller plus loin et expliciter les méthodes algébriques mises en œuvre par Newton ; dans sa préface, il écrit : 

« C’est à l’Illustre Mr. Nᴇᴡᴛᴏɴ que la Géométrie est sur-tout redevable de cette distribution. Son Enumeration des Lignes du troisième Ordre est un excellent modèle de ce qu’il faut faire en ce genre, & une preuve convaincante que ce grand Homme avoit pénétré jusqu’au fonds de ce que la Théorie des Courbes a de plus délié & de plus intéressant. Il est fâcheux que Mr. Nᴇᴡᴛᴏɴ se soit contenté d’étaler ses découvertes sans y joindre les Démonstrations, & qu’il ait préféré le plaisir de se faire admirer à celui d’instruire. »

Il utilise ainsi de manière presque systématique un dispositif, hérité du parallélogramme analytique de Newton, qu'il nomme triangle analytique (emprunt aux Usages de l'analyse de Descartes de l'abbé de Gua), et qu'il mobilise pour calculer des développements en série, afin de déterminer les branches infinies ou l'allure de la courbe au voisinage de l'origine.
C'est dans cet ouvrage, dans l'appendice I, qu'apparaît pour la première fois ce qui sera ultérieurement appelé la règle de Cramer pour la résolution des systèmes linéaires d'équations, préfiguration de ce qui sera appelé déterminants. On y trouve aussi une démonstration de ce qui sera connu comme le théorème de Bézout, énoncé par Maclaurin dès 1720, qui dit que deux courbes algébriques de degré {\displaystyle m} et {\displaystyle n} se coupent généralement en {\displaystyle m\times n} points, et qui constitue une première approche de la théorie de l'élimination. Enfin on y trouve mention de ce qui est aujourd'hui connu comme le paradoxe de Cramer : celui-ci montre qu'une cubique est généralement définie par la donnée de neuf points, mais remarque que deux cubiques se coupent en général en neuf points : ce paradoxe sera bientôt partiellement levé par Euler, mais il faudra attendre les travaux de Julius Plücker au XIXe siècle pour en avoir la résolution complète.
Le traité de Cramer fut bien reçu par ses contemporains, comme par les mathématiciens du XIXe siècle ; en témoigne cette citation de Michel Chasles en 1837 dans son Aperçu historique : « Cramer donna, sous le titre : Introduction à l’analyse des lignes courbes algébriques (in-4°, 1750), un traité spécial, le plus complet, et encore aujourd'hui le plus estimé, sur cette vaste et importante branche de la Géométrie. »

### Cours de logique
Durant l'hiver 1744–1745, Gabriel Cramer compose un cours de logique, rédigé en français, dont il subsiste aujourd'hui plusieurs copies manuscrites. Charles Bonnet, dans ses Mémoires autobiographiques, dit que ce cours était destiné à « servir à l'instruction d'une jeune dame d'un grand mérite » (que Jean-Daniel Candaux identifie comme Marie-Charlotte Boissier-Lullin, nièce de Charles-Benjamin de Langes de Lubières) et que Cramer « en était assez satisfait pour n'être pas éloigné de le publier ». Ce cours de logique, en partie consacré à l'étude de la connaissance probable, servira par ailleurs de base à de Lubières pour la rédaction des articles Idée, Induction et Probabilité de l'Encyclopédie.

### Liste des publications

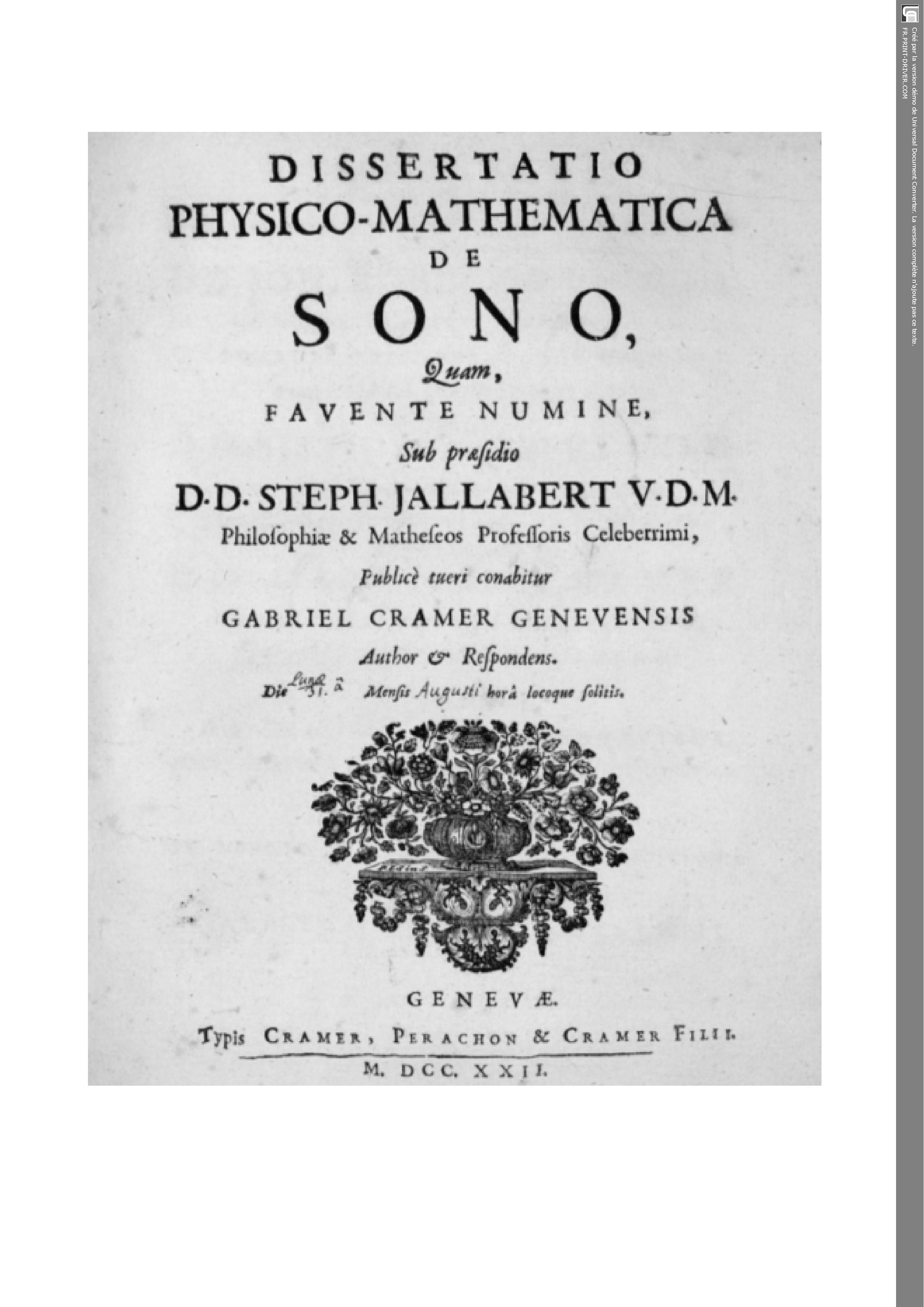
Thèse de doctorat sur le son (1722)

Si Gabriel Cramer n'a publié qu'un seul ouvrage, on retrouve quelques textes ou mémoires publiés dans les périodiques ou les registres des académies :
- (la) Dissertatio physico-mathematica de sono, Genève, Cramer, Perachon et Cramer Filii, 1722 (lire en ligne)
- (en) « An Account of an Aurora Borealis Attended with Unusual Appearances, in a Letter from the Learned Mr. G. Cramer, Prof. Math. Genev. to James Jurin, M. D. and F. R. S. », Phil. Trans., Londres, vol. 36,‎ 1729, p. 279-282 (lire en ligne)
- « Extrait de quelques Lettres de Mr Cramer, Professeur de Mathématiques et de Philosophie à Genève, écrites à M. de Mairan, Secrétaire perpétuel de l'Académie royale des sciences », Journal des sçavans, Paris,‎ mars 1741, p. 508–556 (lire en ligne)
- « Problème de dioptrique : trouver le foyer des raïons rompus par un nombre quelconque de Verres convexes ou concaves », Histoire de la Société royale des sciences : établie à Montpellier, avec les mémoires de mathématiques et de physique, tirés des registres de cette société, Montpellier, vol. II,‎ 1778, p. 296–303 (lire en ligne)
- « Lettre de Mr Cramer, Professeur de Philosophie & de Mathématique à Genève, adressée à Mr B***, Bibliotécaire, sur la Paque. », Journal helvétique, Neuchâtel,‎ septembre 1744, p. 238-243 (lire en ligne)
- « Dissertation sur Hippocrate de Chio », Histoire de l'Académie royale des sciences et des belles lettres de Berlin pour l'année 1748, Berlin,‎ 1750, p. 482–498 (lire en ligne)
- (la) « Oratio Academica Genevæ habita an. 1750 a Gabriele Cramer, Philosophiæ Professore, qua respondetur ad hanc quæstionem : Num semen tritici in lolium vertatur ? » [« Si l'yvraie vient toujours de sa propre semence »], Museum Helveticum, vol. 6, cahier 23,‎ 1750, p. 321–339. (lire en ligne)
- (la) De utilitate philosophiæ in civitatibus regendis [« De l'utilité de la philosophie dans le gouvernement de la cité  — Leçon inaugurale »], Genève, Frères Cramer & Cl. Philibert, 1750
- Introduction à l'analyse des lignes courbes algébriques, Genève, Frères Cramer et Cl. Philibert, 1750 (lire en ligne)
- « Mémoire posthume de géométrie », Histoire de l'Académie royale des sciences et des belles lettres de Berlin pour l'année 1752, Berlin,‎ 1754, p. 283–290 (lire en ligne)

### Édition scientifique desŒuvresde Jean et Jacques Bernoulli

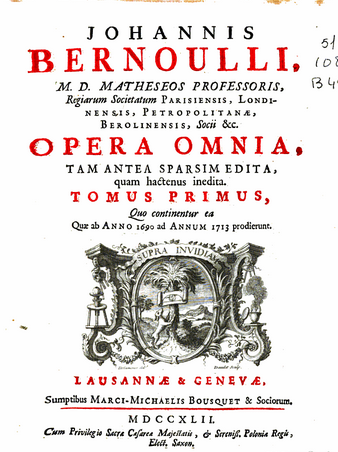
La page de titre des Opera de Jean Bernoulli, éditées et annotées par Gabriel Cramer.

Gabriel Cramer, au début des années 1740, en bonne intelligence avec la famille Bernoulli (notamment Jean II et Nicolas), s'attelle au recueil, à l'annotation et à l'édition des œuvres complètes de Jean Bernoulli en collaboration avec le libraire Marc-Michel Bousquet à Lausanne (4 volumes, 1742), puis de celles de Jacques Bernoulli (2 volumes, 1744) sur la sollicitation des imprimeurs genevois Héritiers Cramer et frères Philibert. Il conclut ce travail avec l'édition de la correspondance entre Jean Bernoulli et Leibniz, toujours avec Bousquet (2 volumes, 1745). C’est un travail important pour lequel il recevra les hommages de d’Alembert, dans l’éloge que ce dernier rendit à Jean Bernoulli, en 1748 : 

« On a publié en 1743, à Lausanne, le recueil de tous les écrits de Bernoulli : ce recueil précieux, fait avec un soin et une intelligence qui méritent la reconnaissance de tous les géomètres, est dû à l’un des plus célèbres disciples de l’auteur, Cramer, professeur de mathématiques à Genève, que l’étendue de sa connaissance dans la géométrie, dans la physique et dans les belles-lettres, rendait digne de toutes les sociétés savantes, et dont l’esprit philosophique et les qualités personnelles relevaient encore les talens. »

Il a également supervisé l'édition genevoise des Elementa matheseos universæ de Christian Wolff (5 volumes, 1732–1741).

## Correspondance
Gabriel Cramer a entretenu une correspondance nourrie avec les plus grands savants européens de son temps : les thèmes abordés montrent la richesse et la variété de ses centres d'intérêt, tout en permettant de réévaluer sa place et son rôle dans les réseaux de la République des Lettres que la pauvreté de son œuvre publiée pourrait conduire à être sous-estimés.

### Correspondants français

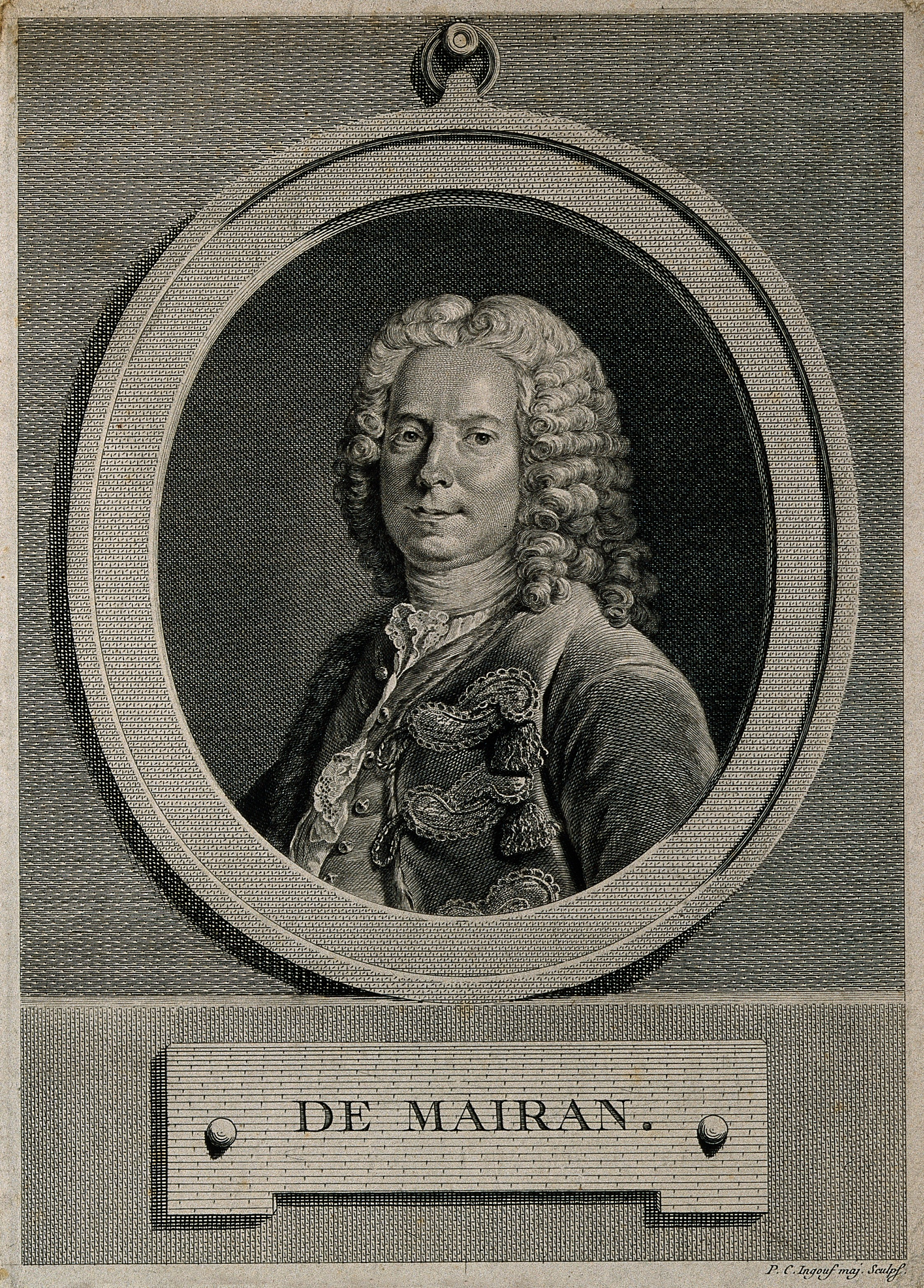
Jean-Jacques Dortous de Mairan.

La correspondance de Cramer avec Dortous de Mairan qui s'étend sur plus de vingt ans (de 1730 à 1751) et ne prend fin qu'avec le décès prématuré du genevois, est d'une très grande richesse. Elle est marquée par une réelle estime, voire une forte amitié, entre les deux hommes, malgré des positions scientifiques et philosophiques souvent différentes. Dans leurs échanges ils discutent régulièrement de la validité des principes de la philosophie naturelle newtonienne appliquée au mouvement des planètes, à la forme de la Terre, ou encore à la propagation de la lumière et du son, mais aussi des aurores boréales ou de la brûlante question des forces vives. Enfin cette correspondance témoigne également de nombreux et fréquents échanges de livres ou de périodiques entre Paris et Genève, vivante illustration de la circulation des savoirs dans l'Europe savante du xviiie siècle.
Le contenu des lettres échangées avec Buffon dans la période 1730–1731 (alors que celui-ci signait encore simplement Le Clerc) rappelle que le futur naturaliste et administrateur du Jardin des Plantes s'est montré, dans la première partie de sa carrière, très intéressé par les mathématiques. Lors de la reprise de leur commerce épistolaire, en 1744, Buffon exerce la fonction d'Intendant du Jardin du Roy depuis cinq ans : les échanges entre les deux hommes consistent pour l'essentiel à discuter des nouvelles littéraires, mais on y apprend que Buffon a intercédé auprès de Martin Folkes, alors président de la Royal Society, pour que Cramer y soit reçu (ce qui sera le cas en février 1749).
La correspondance avec Clairaut,, se divise également en deux périodes : dans un premier temps (1729–1732) les échanges portent essentiellement sur des problèmes relatifs à la géométrie des courbes ; on y apprend aussi, dans sa lettre datée du 28 mars 1730, que Clairaut a fait admettre Cramer dans une société savante parisienne, alors concurrente de l'Académie royale des sciences, connue sous le nom de Société des Arts. Dans la seconde période (1744–1751) il est davantage question de mécanique céleste et d'astronomie, notamment à propos de la théorie de la Lune de Clairaut.
Il est également beaucoup question d'astronomie (mouvement de la Lune, précession des équinoxes, nutation) dans la correspondance avec  d'Alembert,, qui ne commence qu'en juin 1748, après le second séjour parisien de Cramer. On y retrouve également quelques échanges intéressants sur les contenus du traité des courbes de Cramer, que ce dernier a fait parvenir à ses amis parisiens en août 1750 : d'Alembert s'y révèle lecteur attentif de ce traité, et complétera l'article « courbe » de l'Encyclopédie pour y inclure de nombreuses références à l'ouvrage de Cramer.
Enfin, la pensée philosophique de Gabriel Cramer, largement inspirée de Leibniz et de Christian Wolff, s'exprime au mieux dans sa correspondance avec Condillac, ardent partisan de Locke, entre 1747 et 1750.

### Autres correspondants

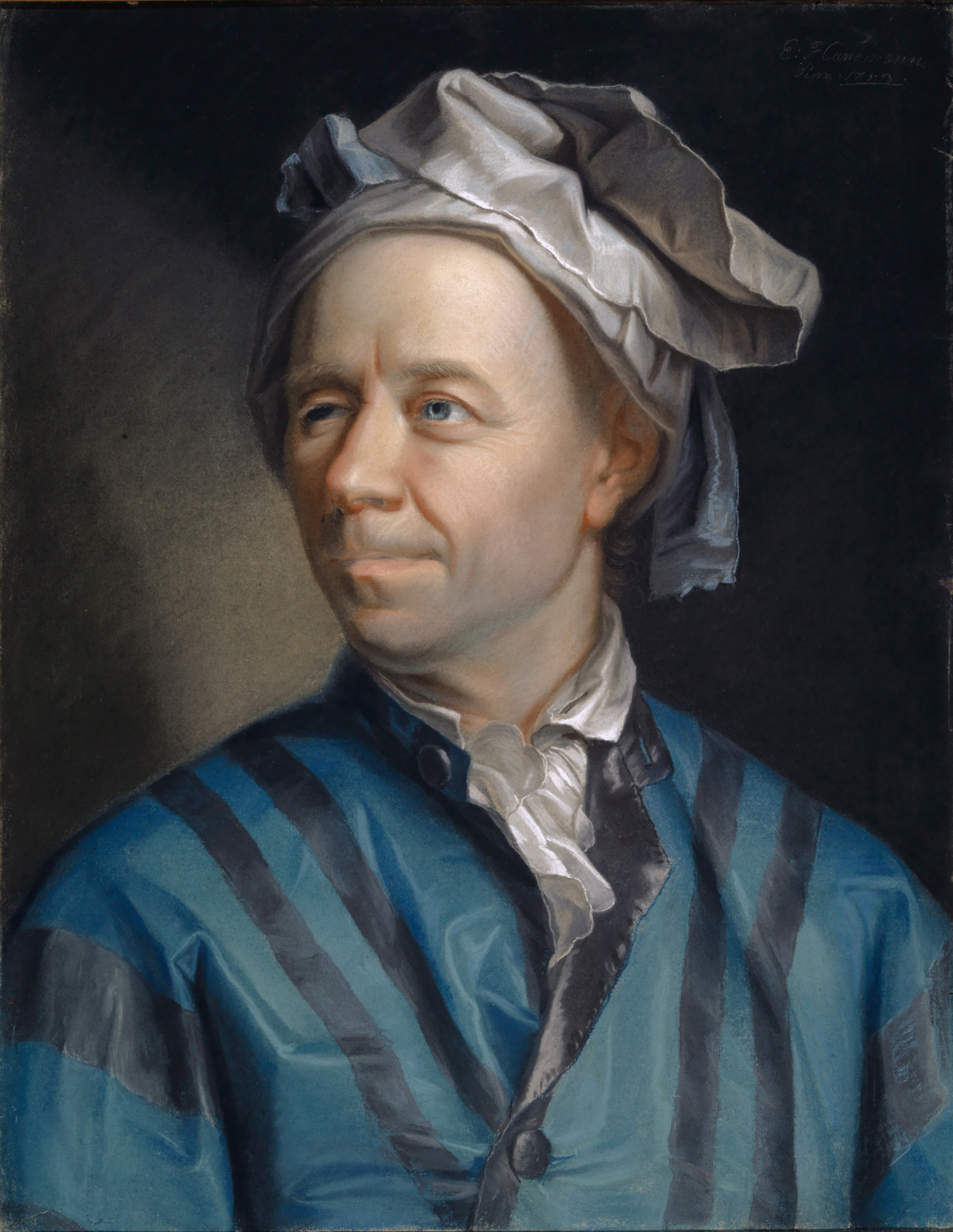
Leonhard Euler.

La correspondance avec Jean I Bernoulli s'étend de 1727 à 1733 ; le principal sujet traité est celui des forces vives, Cramer renseignant son maître bâlois sur la réception de ses idées lors de son séjour en Angleterre et en France (1727–1729). Celle avec Nicolas Bernoulli, forte d'une quarantaine de lettres échangées entre 1727 et 1750, hormis quelques échanges ayant trait à l'édition des Œuvres de Jacques Bernoulli, porte davantage sur des sujets mathématiques : calculs algébriques, probabilités. C'est également dans cette correspondance que Gabriel Cramer, en 1728, apporte des éléments de réflexion importants sur un problème posé par Nicolas Bernoulli quelques années auparavant, aujourd'hui connu sous le nom de paradoxe de Saint-Pétersbourg, paradoxe qui sera résolu quelques années plus tard par son cousin Daniel. L'édition des Œuvres de Jean Bernoulli fait l'objet de l'essentiel de la correspondance avec Jean II. Enfin, quelques lettres échangées avec Daniel Bernoulli à la fin des années 1730 permettent de voir Gabriel Cramer à l'œuvre en tant qu'expérimentateur, à propos d'expériences conçues par Daniel Bernoulli pour évaluer la force de rameurs, que Cramer a menées sur le Rhône.
Enfin, la correspondance conservée avec Euler porte sur une vingtaine de lettres, échangées entre 1743 et 1751. Elle s'engage sur la demande faite par Euler à Cramer de rédiger la préface et de superviser l'impression de son ouvrage sur les isopérimètres, et se poursuit autour de la publication de la célèbre Introductio in analysin infinitorum, qui paraîtra en 1748, et dont le second volume a un objet très proche de celui traité par Cramer dans son Analyse des courbes.